# Unicodeblock Alte Symbole
Der Unicodeblock Alte Symbole (Ancient Symbols, U+10190 bis U+101CF) enthält Symbole alter römischer Währungen und diverse andere antike Zeichen.

## Liste
Alle Zeichen haben die allgemeine Kategorie „Anderes Symbol“ und die bidirektionale Klasse „anderes neutrales Zeichen“.
| Unicodenummer   | Zeichen (400 %) | Offizielle Bezeichnung     | Beschreibung                     |
| --------------- | --------------- | -------------------------- | -------------------------------- |
| U+10190 (65936) | 𐆐               | ROMAN SEXTANS SIGN         | Römisches Sextanszeichen         |
| U+10191 (65937) | 𐆑               | ROMAN UNCIA SIGN           | Römisches Unciazeichen           |
| U+10192 (65938) | 𐆒               | ROMAN SEMUNCIA SIGN        | Römisches Semunciazeichen        |
| U+10193 (65939) | 𐆓               | ROMAN SEXTULA SIGN         | Römisches Sextulazeichen         |
| U+10194 (65940) | 𐆔               | ROMAN DIMIDIA SEXTULA SIGN | Römisches Dimidia-Sextulazeichen |
| U+10195 (65941) | 𐆕               | ROMAN SILIQUA SIGN         | Römisches Siliquazeichen         |
| U+10196 (65942) | 𐆖               | ROMAN DENARIUS SIGN        | Römisches Denariuszeichen        |
| U+10197 (65943) | 𐆗               | ROMAN QUINARIUS SIGN       | Römisches Quinariuszeichen       |
| U+10198 (65944) | 𐆘               | ROMAN SESTERTIUS SIGN      | Römisches Sestertiuszeichen      |
| U+10199 (65945) | 𐆙               | ROMAN DUPONDIUS SIGN       | Römisches Dupondiuszeichen       |
| U+1019A (65946) | 𐆚               | ROMAN AS SIGN              | Römisches Aszeichen              |
| U+1019B (65947) | 𐆛               | ROMAN CENTURIAL SIGN       | Römisches Centurialzeichen       |
| U+1019C (65948) | 𐆜               | ASCIA SYMBOL               | Dechsel-Symbol                   |
| U+101A0 (65952) | 𐆠               | GREEK SYMBOL TAU RHO       | Griechisches Tau-Rho-Symbol      |